# Petra Nagel
Petra Nagel (født 30. august[kilde mangler] 1984) er en dansk journalist og tv-vært. Hun har medvirket i flere programmet for DR, såsom Petra dater hele verden, Petra elsker sig selv og Petra får en baby. Derudover har hun været vært for GO' aften Live og den danske udgave af programmet, Bachelorette.

## Karriere
Hun er uddannet journalist fra Roskilde Universitet.
Sammen med Jasper Ritz og Daniel Hoff lavede hun DR-programmet Menneskeforsøg i 2014, hvor de udsatte sig selv for en række eksperimenter. Sæson 2 af Menneskeforsøg, som havde premiere den 1. august 2014, medvirkede Petra Nagel også i.
Hun har også deltaget i Petra dater hele verden fra 2016, hvor hun undersøgte, hvordan hun kunne blive bedre til at date ved at opleve dating i Libanon, Mexico, Serbien, Brasilien, Island og USA. I 2017 undersøgte hun i løbet af otte programmer sig selv og sit forhold til sin egen krop i programserien Petra elsker sig selv sendt på DR3.
Hun har lavet programserien Petra får en baby, som omhandler hendes første graviditet. Serien varede otte afsnit med premiere den 18. april 2018.
I 2023 deltog hun i sæson 7 af TV 2s underholdningsprogram Stormester.

## Privat
Nagel blev gift i slutningen af maj 2023 gift med Asbjørn Munk efter de to havde dannet par siden 2016. Parret var bekendte i et års tid før de blev kærester. Parret har sammen tre børn, en søn (april 2018), en datter (april 2021) og en søn (september 2023).